# 湯沢高原スキー場
湯沢高原スキー場（ゆざわこうげんスキーじょう）は、新潟県南魚沼郡湯沢町の大峰山東麓に位置するスキー場。
「初・中級者、ファミリーに愛されるスキー場」がコンセプト。

## 概要
ゲレンデは高原エリア（旧：湯沢高原ゲレンデ）と山麓エリア（旧：布場ゲレンデ・布場ファミリーゲレンデ）の2つのエリアから構成され、湯沢高原ロープウェイと下山ルート（コマクサコース）によってつながれている。
リフト券は高原エリア、山麓エリアおよびロープウェイを共通で利用できるが、山麓エリア限定利用のリフト券も発売されている。

### 高原エリア
コスモスペアリフト（460 m）、山頂パノラマペアリフト（520 m）、高原エクスプレスリフト（640 m）
- 湯沢高原ゲレンデは、湯沢高原ロープウェイの終点である「パノラマステーション（山頂駅）」を中心にコース配置がされている。ゲレンデ幅も広く、標高が高いため雪質は比較的良いが、斜度があるため全般的に中級者向きのゲレンデである。
- かつてコスモスペアリフトには中間降車駅があり、ここからリフトを降りてコースに出ることが可能だったが、2016-2017シーズンより中間降車駅は廃止された。
- 以前は高原ゲレンデに、途中でコースに沿って左にカーブしているリフトがあった。
- 高原スノーランドの遊具は積雪期に対応しているため、無雪期には高所に出口を持つトマソン的な紹介がされることがある[2]。

### 山麓エリア
ファミリーペアリフト（240 m）、スノーエスカレーター（36 m、100 m）
- 湯沢温泉雪あそびパーク（旧：布場ゲレンデ）はなだらかなゲレンデで初・中級者向きである。また、湯沢高原ゲレンデから山麓の布場ゲレンデまで滑り降りる下山コース「コマクサコース」もあるが、コース幅が狭く斜度もあるため中・上級者向きである。
- ファミリーコース（旧：布場ファミリーゲレンデ）は全般的になだらかで初心者の練習に利用される。かつてはスノーボード滑走禁止区域であったが、スノーランドが「雪あそびパーク」に機能を移したことから滑走可能となった。

### 湯沢高原ロープウェイ
詳細は「湯沢高原ロープウェイ」を参照。

### 三山連絡
湯沢高原・GALA湯沢・石打丸山共通券「三山共通券」を購入すれば隣接しているガーラ湯沢スキー場、更にガーラ湯沢スキー場と隣接している石打丸山スキー場、石打花岡スキー場も利用することが出来る。
ロープウェイ「ランドー」はガーラ湯沢スキー場の運営施設であるため、乗車には三山共通リフト券もしくはガーラ湯沢スキー場のリフト券が必要である。逆にガーラ湯沢スキー場からは湯沢高原スキー場のリフト券が無くても乗車でき、コマクサコース（下山ルート）を滑走可能である。また、これらのスキー場とは、地上では共通シャトルバスによってつながれている。
三山の連携を「BIG MOUNTAIN YUZAWA SNOW LINK」と称する

### イベント
毎年3月の第一土曜日に行われる「越後湯沢温泉雪まつり」のメイン会場となっている。

## 歴史
布場ゲレンデはかつて「布場スキー場」（ぬのばスキーじょう）と呼ばれ、南魚沼郡では最古のスキー場だった。このため「上越沿線スキー場発祥の地」とも言われた。1913年（大正2年）に郵便局員の本間栄太郎が高田師範でのスキー講習に参加し、スキー用具一式を持ち帰ったことで初めて湯沢村にスキーが持ち込まれた。1919年（大正8年）に新潟県の主催で南魚沼郡の学校教員等を集めて布場で第2回スキー講習会が開かれると、それをきっかけにスキー場としての整備が始まった。1922年（大正11年）には、湯沢小学校がスキー50台を備え、布場でスキー大会を開いた。1925年（大正14年）に上越北線の越後湯沢駅が開業すると越後湯沢温泉と共に年々利用者が増加し、1927年（昭和2年）には山小屋風のスキー小屋が、1929年（昭和4年）にはスキー客相手の出店も見られるようになった。1931年（昭和6年）に清水トンネルの完成で上越線が全線開通すると、関東方面からのスキー客が増加。国鉄山の家が建てられ、食堂や土産物屋、旅館等の施設が充実することとなった。1935年（昭和10年）から発表の始まった川端康成の小説『雪国』に出てくる「スキイ場」は布場スキー場のこととされる。
1951年（昭和26年）には、第1回湯沢温泉雪まつりにおいて初めて「松明滑降」が行われた。
1955年（昭和30年）に湯沢村が周辺の自治体と合併を行い湯沢町が発足すると、年末の12月には布場第一リフトが営業を開始した。また、三国トンネル完成に伴う国道17号の全線開通による旅客の増加や、雪質の良さに着眼して大峰山の東面「湯沢高原」の開発が進められ、1959年（昭和34年）に町営の湯沢温泉ロープウェイと湯沢高原スキー場が作られた。1964年（昭和39年）には国民宿舎湯沢高原ロッジが作られた。
この頃、1963年（昭和38年）1月3日公開の映画『喜劇初詣列車』や、1969年（昭和44年）2月21日公開の映画『恋の季節』のロケ地になっている。
1976年（昭和51年）10月には、上越新幹線の工事に伴い、諏訪神社の境内にあった天満宮の社殿を布場に移設して「スキー神社」が建立された。湯元の薬師堂と共に「スキーと温泉の越後湯沢」のシンボルとして親しまれている。
上越新幹線の開業や、関越自動車道の開通に伴う大量輸送時代の到来で、町は直轄事業としてバブル期の1991年（平成3年）に湯沢高原ロープウェイの施設を刷新したが、その後の暖冬小雪やスキーブームの沈静化に伴い赤字がふくらみ、中越地震のあった2004年（平成16年）12月には議会で「実効性のある行財政改革推進に関する決議」が採択された。その後、施設を管理している日本ケーブルの紹介で、2007年（平成19年）にＳＲＳ（スノーリゾートサービス株式会社）と町が契約を行い、民間経営に移行した。2013年（平成25年）8月にハイランドパーク株式会社がSRSと合併し、業務を継承。更に、2016年（平成28年）11月に湯沢高原株式会社が設立され、契約を引き継いだ。
2016年（平成28年）の契約更改の際に、布場スキー場の収支の改善が見られないため、町は2019年（平成31年）を目途に借地契約更新を行わない方針を決めた。2018-2019シーズンを最後に布場ゲレンデにあった布場ロマンスリフトは廃止され、撤去された。その後、斜面を生かして2019-2020シーズンには「布場スノーランド」（湯沢温泉スノープレイワールド）がオープンした。
2008年（平成20年）放送のドラマ『貧乏男子 ボンビーメン』第1話では、ロケ地として撮影協力した。
2025年（令和7年）放送のドラマ『ゲレンデ飯』のロケ地の一つ。

## 施設
- 湯沢高原ロープウェイ
- ロープウェイ「ランドー」（ガーラ湯沢スキー場連絡）
- リフト
  - トリプルリフト1基
  - ペアリフト3基
- スキーセンター
- 駐車場（合計300台）
- スキー神社
- 山頂カフェ
- レストラン「アルピナ」
- 展望レストラン「エーデルワイス」（旧：カレーハウス「サントピア」）

ロープウェイの山麓駅である「ロープウェイステーション」にリフト券販売、レンタルスキー・ボード、スキースクール受付、温泉施設「コマクサの湯」（新型コロナ流行期より休業中）、売店「湯沢マルシェ」、ロッカー、更衣室、キッズスペースが設けられている。

## アクセス
公共交通
- 上越新幹線・上越線 越後湯沢駅西口から800 m
  - 同駅から無料シャトルバス3分（越後湯沢駅東口・NASPAスキーガーデン・ガーラ湯沢スキー場・宿泊施設を経由）[10]

自動車
- 関越自動車道湯沢ICより国道17号・県道 2 km